# ST1 (колёсный танк)
ST1 — легкий транспортируемый по воздуху китайский колёсный танк с колёсной формулой 8 × 8, разработанный корпорацией NORINCO (North Industries Corporation). Экспортный вариант колёсного танка ZTL-11. ST1 предназначен для оснащения сил быстрого развёртывания с целью истребления танков и повышения огневой мощи подразделений при сохранении высокой мобильности.

## История
В 2008 году начались экспортные поставки колёсного бронетранспортера ZBL-08 (Type 08) под экспортным обозначением VN1. С целью расширения выполняемых боевых задач, было принято решение установить танковое орудие на шасси ZBL-08. Машина получила обозначение легкий колесный танк ST1. Новая машина призвана оказывать огневую поддержку боевым подразделениям — бороться с танками и укреплёнными огневыми точками. ST1 впервые был представлен в сентябре 2014 года в городе Чжухай.

## Описание
ST1 повторяет концепцию боевых машин с тяжёлым вооружением, например таких как, MCV (Япония) и M1128 (США). За основу было взято шасси от семейства колёсных бронированных боевых машин ZBL-08. В задней части размещена одна дверь с пуленепробиваемым стеклом через которую осуществляется вход и выход личного состава.

### Вооружение
105-мм танковая пушка (стандарт НАТО) устанавливается в двухместной башне. Машина также оснащена 7,62-мм пулемётом (размещён справа от основной пушки) и 12,7-мм зенитным пулемётом (установлен в правой части крыши башни). С каждой стороны башни установлены по три гранатомёта отстрела дымовых гранат. Система управления огнём включает в себя стабилизатор и тепловизор, что позволяет производить выстрел как с места так и в движении в любое время суток по подвижным и неподвижным целям.
Номенклатура боеприпасов:
- APFSDS (бронебойные противотанковые)
- HEAT (кумулятивные противотанковые)
- HE (фугасные)
- Ракеты 105-мм танкового комплекса, запускаемые через канал ствола

## ТТХ
Полные и точные тактико-технические характеристики на данный момент не раскрываются.
- Колёсная формула: 8 × 8
- Длина: 8800 мм
- Ширина: 3000 мм
- Высота: 3170 мм
- Масса: 23590 кг
- Мощность двигателя: 500 л.с.
- Максимальная скорость по шоссе: 100 км/ч
- Запас хода по шоссе: 800 км
- Экипаж: 4
- Калибр основного орудия: 105-мм
- Калибр вспомогательного орудия: 7,62-мм
- Калибр зенитного орудия: 12,7-мм
- Темп огня: 6 выстрелов в минуту

## Эксплуатанты
- Нигерия — поставки с 2020 года[4].